# Gynoplistia nematomera
Gynoplistia nematomera là một loài ruồi trong họ Limoniidae. Chúng phân bố ở miền Australasia.